# Cầu Tournelle
Cầu Tournelle (tiếng Pháp: Pont de la Tournelle) là một cây cầu bắc qua sông Seine ở trung tâm thủ đô Paris của Pháp. Cây cầu này nối liền đảo Saint-Louis (thuộc quận 4) với kè Tournelle (thuộc quận 5). Ngoài giao thông, cây cầu này còn được sử dụng để đo mực nước ở vùng trung Paris kể từ năm 1759.
| Métro Paris | Bến tàu điện ngầm: Pont Marie hoặc Cardinal Lemoine |

## Lịch sử
Từ thời Trung Cổ tại vị trí của cầu Tournelle ngày nay người ta đã cho xây dựng một cây cầu bằng gỗ. Cây cầu này bị cuốn trôi phân nửa trong trận lũ ngày 21 tháng 1 năm 1651 và được xây dựng lại bằng đá vào năm 1656. Cây cầu thứ hai này bị phá huỷ năm 1918 để nhường chỗ cho cầu Tournelle hiện tại xây dựng từ năm 1928 đến 1930. Cây cầu có tên Cầu Tournelle là vì vào thế kỷ 12 ở vị trí này có một tháp pháo (tourelle) của Philippe Auguste.
Cầu Tournelle được cố ý thiết kế không đối xứng để nhấn mạnh sự không đối xứng của phong cảnh sông Seine với nơi này. Cầu gồm một vòm lớn trung tâm và 2 vòm nhỏ hơn ở hai phía bờ sông, cây cầu được trang trí ở bờ trái bằng một cột cao 15 m trên đó có tượng của Thánh Geneviève, vị thánh phù hộ cho Paris, đây là tác phẩm của Paul Landowski.